# スピリチュアル・ムービーズ
スピリチュアル・ムービーズは、日本の映画プロダクション。主に自主製作、自主上映により映画を発し続ける。1996年結成。
現メンバーは、井土紀州、吉岡文平、伊藤学、高橋和博、桑原広考。なお、井土、吉岡、伊藤、高橋は法政大学在学中からの同期生である。
1996年、井土紀州が吉岡、伊藤、高橋らと『百年の絶唱』を製作した際、「スピリチュアル・ムービー」という着想を得て、名付けられたことが始まりとされている。2004年、井土紀州監督『ラザロ-LAZARUS-』「複製の廃墟」篇の製作時に、日本大学文理学部学生であった桑原広考が、吉岡文平に師事する形で新規メンバーとして参加する。

## 主な作品
- 第一アパート（1992年）
- 百年の絶唱（1998年）
- ヴェンダースの友人（2000年）
- LEFT ALONE（2005年）
- ラザロ-LAZARUS-（2007年、共同製作 / 京都国際学生映画祭2003運営委員会・伊勢映画人会）
- 行旅死亡人（2009年、製作 / 日本ジャーナリスト専門学校）
- 犀の角（2009年、製作 / 日本映画学校）